# Eurolophosaurus amathites
Espèce
Synonymes
- Tropidurus amathites Rodrigues, 1984

Statut de conservation UICN

 DD  : Données insuffisantes
Eurolophosaurus amathites est une espèce de sauriens de la famille des Tropiduridae.

## Répartition
Cette espèce est endémique de Bahia au Brésil.

## Publication originale
- Rodrigues, 1984 : Uma nova especie brasileira de Tropidurus com crista dorsal (Sauria, Iguanidae). Papeis Avulsos De Zoologia (Sao Paulo), vol. 35, n. 16, p. 169-175.